# Apathya cappadocica
Apathya cappadocica (анатолійська ящірка) — вид ящірок родини ящіркових (Lacertidae). Мешкає в Західній Азії.

## Підвиди
Виділяють чотири підвиди:
- Apathya cappadocica cappadocica (Werner, 1902);
- Apathya cappadocica muhtari (Eiselt, 1979);
- Apathya cappadocica urmiana (Lantz & Suchow, 1934);
- Apathya cappadocica wolteri (Bird, 1936).

## Поширення і екологія
Анатолійські ящірки мешкають на півдні й південному сході Туреччини, зокрема в Таврських горах, а також на півночі Сирії, півночі Іраку та північному заході Ірану. Вони живуть у кам'янистих. скелястих і галькових місцевостях, слабо порослих рослинністю, серед осипів, іноді в лісистих районах, на висоті від 300 до 2300 м над рівнем моря. Відкладають яйця, у кладці 2—3 яйця.